# Alfredo Duvergel
Alfredo Duvergel (ur. 2 kwietnia 1968 w Guantánamo) – kubański bokser, srebrny medalista olimpijski z Atlanty.

## Kariera amatorska
W 1993 roku zdobył srebrny medal na mistrzostwach świata w Tampere. W finale pokonał go Rumun Francisc Vastag.
W 1995 roku kolejny raz zdobył srebro podczas mistrzostw świata. W finale turnieju rozgrywanego w Berlinie, pokonał go rywal z poprzednich mistrzostw, Francisc Vastag. Jeszcze tego samego roku zdobył złoto podczas igrzysk panamerykańskich w Mar Del Pata.
W 1996 roku zdobył srebrny medal na igrzyskach olimpijskich w Atlancie. W finale znokautował go w 3 rundzie, Amerykanin David Reid
W 1997 roku zdobył złoty medal na mistrzostwach świata w Budapeszcie. W finale pokonał Jermachana Ybrajymowa.